# Phyllachora perotidis
Phyllachora perotidis är en svampart som beskrevs av Doidge 1942. Phyllachora perotidis ingår i släktet Phyllachora och familjen Phyllachoraceae.   Inga underarter finns listade i Catalogue of Life.